# Pedro Segura y Sáenz

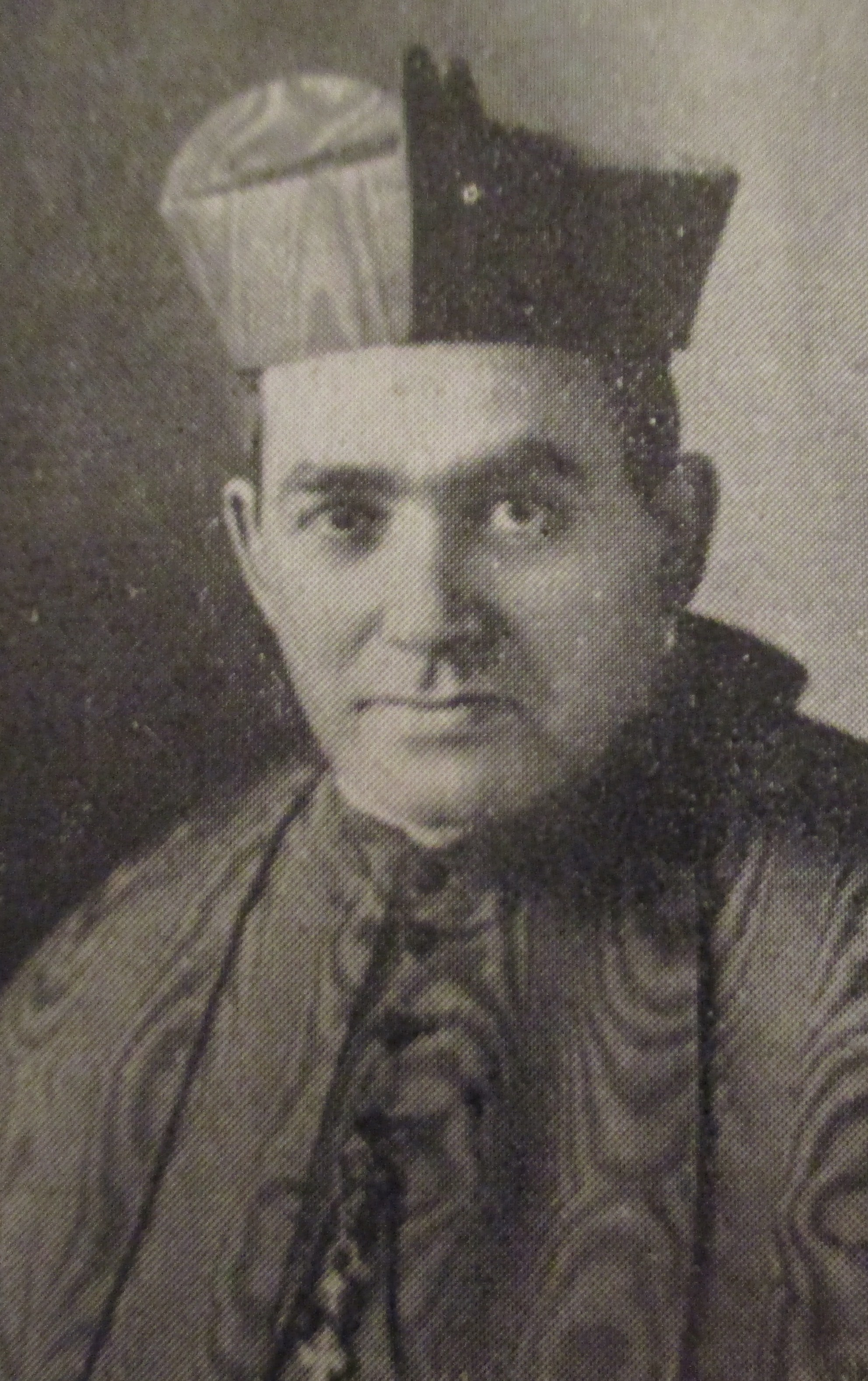
Pedro Kardinal Segura y Sáenz (ca. 1939)

Kardinalswappen

Pedro Kardinal Segura y Sáenz (* 4. Dezember 1880 in Carazo, Spanien; † 8. April 1957 in Madrid) war Erzbischof von Burgos, Toledo und Sevilla.

## Leben
Pedro Segura y Sáenz erhielt seine theologische und philosophische Ausbildung in Burgos und Comillas. Er empfing am 9. Juni 1906 das Sakrament der Priesterweihe und arbeitete anschließend als Seminarlehrer und Gemeindeseelsorger im Erzbistum Burgos. Von 1912 bis 1916 gehörte er der katholisch-theologischen Fakultät der Universität Valladolid an und arbeitete in der Administration des Erzbistums Valladolid. 1916 ernannte ihn Papst Benedikt XV. zum Titularbischof von Apollonia und zum Weihbischof in Valladolid. Die Bischofsweihe empfing Pedro Segura y Sáenz durch den Erzbischof von Valladolid, José Kardinal Cos y Macho.
1920 wurde Pedro Segura y Sáenz Bischof von Coria, 1926 Erzbischof von Burgos, 1927 Erzbischof von Toledo und Primas von Spanien. Papst Pius XI. nahm ihn am 19. Dezember 1927 als Kardinalpriester mit der Titelkirche Santa Maria in Trastevere in das Kardinalskollegium auf. 1928 wurde er mit dem Großkreuz mit Collane des Ordens Karls III. ausgezeichnet.
Am 4. Mai 1931 hatte er gegen die Zweite Republik und die von ihr eingeführten Neuerungen in einem Hirtenbrief protestiert. Die Republik hatte unter anderem die Zivilehe, das Scheidungsrecht, die Verstaatlichung von Kirchengütern und eine laizistische Volksschule eingeführt, sowie Kruzifixe in öffentlichen Gebäuden entfernen lassen.
Die Regierung zwang ihn zum Verlassen des Landes und er floh nach Rom. Er legte die Leitung des Erzbistums Toledo nieder. 1937 konnte er in den im Spanischen Bürgerkrieg von Truppen Francos gehaltenen „nationalen“ Teil Spaniens zurückkehren und wurde Erzbischof von Sevilla. Pedro Segura y Sáenz nahm am Konklave des Jahres 1939 teil.
Er starb am 8. April 1957 in Madrid und wurde in Sevilla bestattet.